# Alfredo Luís Campos
Alfredo Luís Campos (Angra do Heroísmo, 19 de Março de 1856 — Angra do Heroísmo, 13 de Janeiro de 1931) foi um professor, escritor e jornalista açoriano de renome, que escreveu diversas obras para o teatro e volumosa colaboração em vários jornais, alguns do quais ajudou a fundar. Era professor de português da Escola Industrial e Comercial Madeira Pinto de Angra do Heroísmo. É autor, entre outras obras publicadas, da Memória da visita Régia à Ilha Terceira. Usou o pseudónimo Alcampos.

## Biografia
Era filho natural de Frederico Ferreira Campos, um importante político angrense de origem lisboeta, que entre outras funções, foi vereador da Câmara Municipal de Angra do Heroísmo e vogal do Conselho Distrital, e de Maria Carlota Martins. Colocado na roda, apenas foi legitimado em 1859. Foi casado com Carlota Augusta de Sousa Pinto.
Foi o fundador dos jornais O Heroísmo (2. ° do mesmo nome), O Lutador, O Industrial e Ateneu, que redigiu, conjuntamente com Alfredo Pamplona Machado Corte Real, o primeiro; com Casimiro Mourato e João José de Aguiar, o segundo; e com vários jornalistas, o terceiro e o quarto.
Na ausência do Dr. José da Fonseca Abreu Castelo Branco, quando este foi eleito deputado, ficou, durante duas legislaturas, com a direcção política do jornal Angrense; colaborou nos jornais terceirenses Artista, Voz do Artista, Luís de Camões, União, Gazeta de Notícias, Terceira, Imparcial e Liberal, e no Diário dos Açores, um jornal editado na ilha de São Miguel.
Foi vogal da Junta Geral do Distrito Autónomo de Angra do Heroísmo, sendo na política um dos mais fiéis seguidores de Teotónio de Ornelas Bruges Paim da Câmara, o 1.º conde da Praia. Fez parte de diversas comissões encarregadas de organizar celebrações cívicas.

## Obras publicadas
Alfredo Luís de Campos é autor de uma vasta obra dramática, para além de colaboração política dispersa por múltiplos periódicos. A lista que se segue é muito incompleta:
- Memória da visita Régia à Ilha Terceira, uma crónica da visita de D. Carlos I de Portugal à Terceira em 1901;
- Fidalgos e Plebeus, comédia-drama em quatro actos, representada por amadores no Teatro Angrense;
- Cenas da Vida, comédia-drama em quatro actos, representada por amadores e pela actriz Carolina Santos;
- Alda, a Filha do Sargento, comédia-drama em quatro actos, representada pela companhia do actor Justino Marques;
- O Segredo de Albertina, comédia ornada de música com versos do  jornalista e poeta António Casimiro Mourato;
- Em Família, comédia em um acto, ornada de música com versos de Azevedo Cabral;
- Um Quarteto de Amor, comédia em um acto;
- O Dominó Vermelho, comédia em um acto (estas três últimas produções foram representadas por crianças no Teatro Angrense).